# Allen Edmonds
Allen Edmonds er en amerikansk fodtøjvirksomhed, der er baseret i Port Washington, Wisconsin. Selskabet blev etableret i Belgium, Wisconsin i 1922.
I slutningen af 2017 drev Allen Edmonds 78 butikker, hvilket var en stor forøgelse fra 2006, hvor tallet kun var 18. Selskabet fremstillet sko i USA, samt har produktion i Italien og den Dominikanske Republik.
I 2006 blev 90% af selskabets aktier købt af investeringsfirmaet Goldner Hawn Johnson & Morrison fra Minneapolis for $100 mio.. I 2013 annoncerede firmaet, at de ville blive opkøbt af Brentwood Associates. I december 2016 købte Caleres Allen Edmonds fra Brentwood Associates for $255 mio.